# 松江自動車道

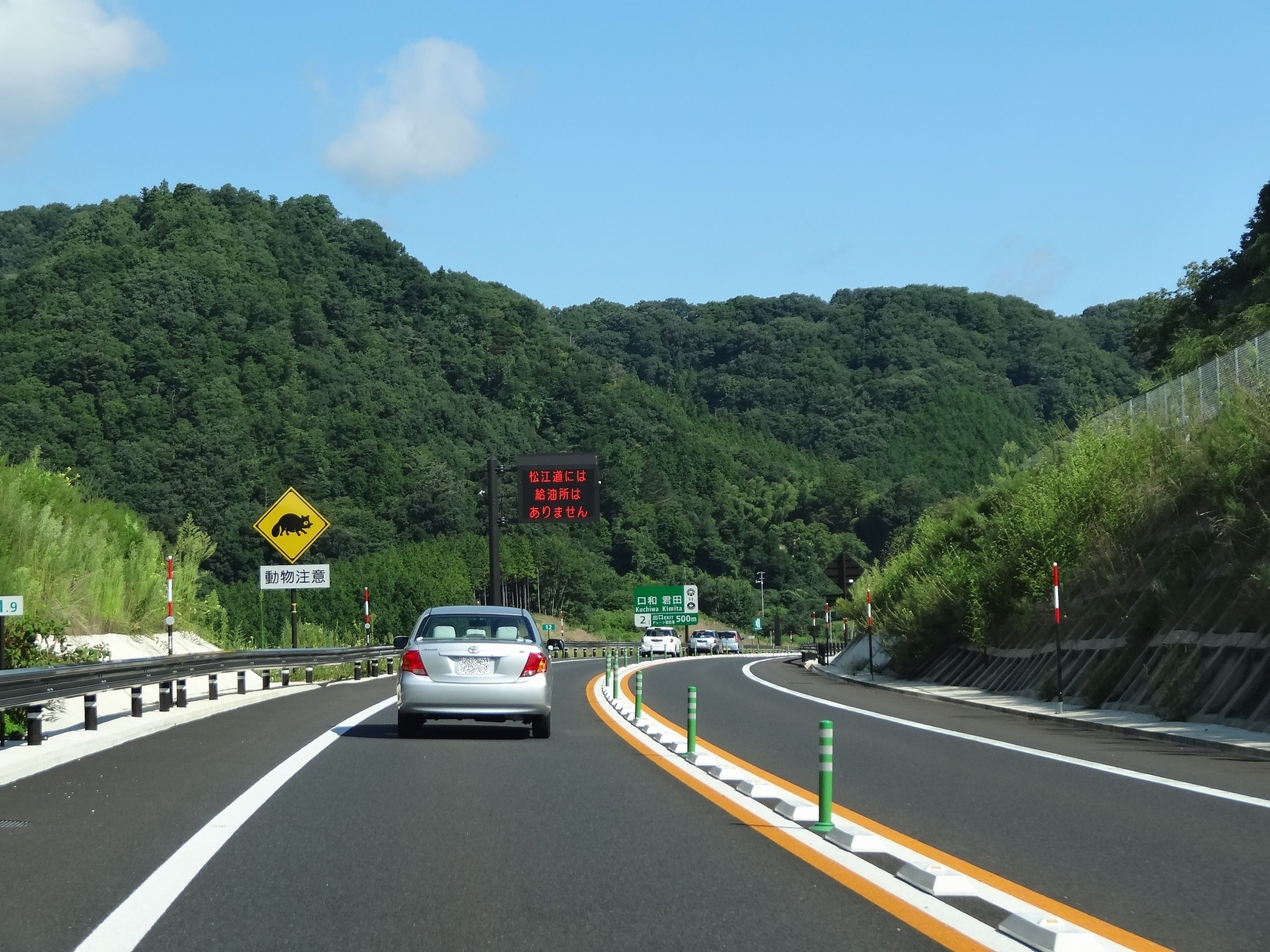
口和インターチェンジから南約700メートル地点（広島県庄原市、松江方面）

松江自動車道（まつえじどうしゃどう、英語: MATSUE EXPWY）は、広島県三次市から島根県松江市へ至る高速道路（高速自動車国道）。略称は松江道（まつえどう）。政令上の路線名は「中国横断自動車道尾道松江線」（広島県尾道市 - 島根県松江市）であり、その一部である。市町村合併前は松江市を通過していなかった。
高速道路ナンバリングによる路線番号は、尾道自動車道とともに「E54」が割り振られている。

## 概要
2003年（平成15年）3月16日に三刀屋木次インターチェンジ (IC) - 宍道ジャンクション (JCT) 間が開通した。三刀屋木次IC以南は新直轄方式で整備され、2012年（平成24年）3月24日、吉田掛合ICから三刀屋木次ICまで開通した。2013年（平成25年）3月30日に全線開通した。
新直轄方式の区間が60キロメートル (km) 以上もあり、さらに三次東JCTで全区間のうちのほとんどが新直轄方式（無料区間）の尾道自動車道と接続するため、合わせると三刀屋木次ICから尾道北ICまで100 km以上無料で通行できる。この区間は開通時点で日本最長の新直轄区間が連続する区間だった。
- 中国横断自動車道尾道松江線（有料道路） : 三刀屋木次IC - 宍道JCT
- 中国横断自動車道尾道松江線（新直轄） : 三次東JCT - 三刀屋木次IC

### 付加車線設置、4車線化の動き
松江自動車道は暫定2車線での供用となっている。2019年（令和元年）9月、国土交通省 第35回国土幹線道路部会にて「高速道路における安全・安心基本計画」が検討され、4車線化の優先整備区間として、三刀屋木次IC - 宍道JCT が選定された。調査設計の上、事業費、財源状況を踏まえて順次事業化される見込み。

## インターチェンジなど
- IC番号欄の背景色が■である部分については道路が開通済みの区間を示している。また、施設名欄の背景色が■である部分は施設が供用開始されていない、または完成していない事を示す。なお、未開通区間の名称は、すべて仮称である。
- スマートインターチェンジ (SIC) は背景色を■で示す。
- バスストップ (BS) のうち、○は運用中、◆は休止中の施設。△は隣接する施設（道の駅等）に設置。無印はBSなし。
- その他の略字は、ICはインターチェンジ、JCTはジャンクション、PAはパーキングエリア、TBは本線料金所をそれぞれ示す。

| IC番号           | 施設名             | 接続路線名                            | 起点から (km) | BS | 備考         | 所在地 | 所在地 |
| ---------------- | ------------------ | ------------------------------------- | ------------- | -- | ------------ | ------ | ------ |
| E54 尾道自動車道 |                    |                                       |               |    |              |        |        |
| 1                | 三次東JCT 三次東IC | E2A 中国自動車道 県道434号和知三次線  | 0.0           |    |              | 広島県 | 三次市 |
| 2                | 口和IC             | 県道39号三次高野線 県道62号庄原作木線 | 13.3          |    | [ 6 ]        | 広島県 | 庄原市 |
| 3                | 高野IC             | 県道39号三次高野線 道の駅たかのに隣接 | 25.8          | △  | [ 6 ]        | 広島県 | 庄原市 |
| 4                | 雲南吉田IC         | 道の駅たたらば壱番地に隣接            | 44.6          | △  | 地域活性化IC | 島根県 | 雲南市 |
| 5                | 吉田掛合IC         | 県道336号吉田掛合インター線           | 48.7          |    | [ 6 ]        | 島根県 | 雲南市 |
| -                | 木次BS             | -                                     | 60.5          | ○  |              | 島根県 | 雲南市 |
| 6                | 三刀屋木次IC       | 県道332号三刀屋木次インター線         | 61.0          |    | [ 6 ]        | 島根県 | 雲南市 |
| -                | 三刀屋木次TB       | -                                     | 61.2          |    |              | 島根県 | 雲南市 |
| 6-1              | 加茂BS/雲南加茂SIC | 市道加茂インター線                    | 65.5          | ○  |              | 島根県 | 雲南市 |
| -                | 加茂岩倉PA         | -                                     | 68.2          |    | [ 8 ]        | 島根県 | 雲南市 |
| 29               | 宍道JCT            | E9 山陰自動車道                       | 71.6          |    |              | 島根県 | 松江市 |

## 歴史
- 2003年（平成15年）3月16日 : 三刀屋木次IC - 宍道JCT間開通。
- 2010年（平成22年）
  - 1月13日 : 三刀屋木次本線料金所開設、同時に三刀屋木次料金所廃止。
  - 2月2日 : 供用中区間の全線が、無料化社会実験の対象区間に指定される。
- 2011年（平成23年）12月19日 : 区間最長（中国地方の道路トンネルとしても最長）となる大万木（おおよろぎ）トンネル（高野IC - 雲南吉田IC間、4,878 m）が貫通[9]。
- 2012年（平成24年）
  - 3月24日 : 吉田掛合IC - 三刀屋木次IC間開通[10]。
  - 12月27日 : 中国道接続部 - 吉田掛合IC間のIC・JCTの正式名称が決定。名称は次の通り。三次JCT/IC → 三次東JCT/IC、吉田IC → 雲南吉田IC（口和IC・高野ICは変更なし）[11]。
- 2013年（平成25年）
  - 3月17日 : 加茂岩倉PA供用開始[12][8]。
  - 3月30日 : 17時より三次東JCT/IC - 吉田掛合IC間開通により、全線開通[3]。吉田掛合IC - 三刀屋木次IC間を国土交通省中国地方整備局松江国道事務所から国土交通省中国地方整備局三次河川国道事務所に移管。
- 2014年（平成26年）
  - 3月30日 : 三次東JCT/ICにて尾道自動車道と接続。
  - 12月24日 : 尾道松江線の愛称が「中国やまなみ街道」に決まる[13]。
- 2019年（平成31年/令和元年）9月4日：国土交通省が松江道の三刀屋木次IC - 宍道JCT間を10 - 15年後を目処に4車線化する優先整備区間に選定する方針を発表[14][15][16]。
- 2020年（令和2年）4月1日 : 雲南加茂SIC建設工事のため、加茂BSが加茂岩倉PAに仮移転（2022年（令和4年）10月31日まで[17][18]）。
- 2022年（令和4年）8月7日 : 雲南加茂スマートIC供用開始[19]。

## 路線状況

### 車線・最高速度・料金
| 区間                        | 車線 上下線=上り線+下り線 | 最高速度 | 料金 | 備考  |
| --------------------------- | ------------------------- | -------- | ---- | ----- |
| 三次東JCT/IC - 三刀屋木次IC | 2=1+1 (暫定2車線)         | 70 km/h  | 無料 | ※1    |
| 三刀屋木次IC - 宍道JCT      | 2=1+1 (暫定2車線)         | 70 km/h  | 有料 | ※1 ※2 |

- ※1 : 一部区間[20]に追い越し車線・ゆずり車線あり。ほたる見TN - 野呂谷TN間（口和IC - 高野IC間）で拡幅工事中。（出典：）
- ※2 : 三刀屋木次IC - 宍道JCT間は4車線化優先整備区間[14][15][16]

### サービスエリア・パーキングエリア
松江自動車道の本線上の休憩施設は、採算性の問題もあってコスト削減が図られた結果、2013年（平成25年）3月に開業した加茂岩倉パーキングエリア（トイレ・情報提供コーナーのみ）の1か所のみしかない。
新直轄方式区間ではインターチェンジ (IC) に近接する道の駅として道の駅ふぉレスト君田（口和ICから約3.3 km）、道の駅たかの（高野IC連絡路上、2013年〈平成25年〉4月12日開設）、道の駅たたらば壱番地（雲南吉田IC連絡路上、2013年〈平成25年〉3月30日開設）、道の駅さくらの里きすき（三刀屋木次ICから約3.8 km）などがあり、国土交通省では全線開通の際のインフォメーションの中でこれらの施設を利用して休憩することを推奨している。また島根県東部高速道路利用促進協議会では、「手軽に使える高速道路トイレマップ」「達人御用達山陰道・松江道活用マップ」を用意しており、インターチェンジ/本線料金所管理事務所やインターチェンジ周辺のコンビニエンスストアのトイレ（いずれも道路外の施設）を案内している。
三刀屋木次TBも上り線料金所ブースより三次寄りにある駐車場とトイレが一般に開放されているため、上り線専用のPAとしての機能を果たしている。
一方、本線上にガソリンスタンドを併設した休憩施設が存在しないことから、国土交通省、および沿線自治体では全線開通の際のインフォメーションの中でインターチェンジ近くでの給油を推奨している。しかし、インターチェンジ近くのガソリンスタンドが少ないこともあって新直轄区間を管理する国土交通省中国地方整備局では、一般道のガソリンスタンドに案内する看板設置を検討する一方で、松江道に入る前に十分な給油を促す看板の設置を考えたいとしている。

### 主なトンネル
- 高茂トンネル [11]（三次東JCT/IC - 口和IC） : 535 m
- 川平トンネル [11]（三次東JCT/IC - 口和IC） : 1,030 m
- ほたる見トンネル [11]（口和IC - 高野IC） : 394 m
- 下本谷トンネル [11]（口和IC - 高野IC） : 166 m
- 中本谷トンネル[11]（口和IC - 高野IC） : 680 m
- 野呂谷トンネル[11]（口和IC - 高野IC） : 2,428 m
- 麻志トンネル [11]（口和IC - 高野IC） : 209 m
- 竹地谷トンネル [11]（口和IC - 高野IC） : 1,329 m
- 大万木トンネル [11]（高野IC - 雲南吉田IC） : 4,878 m
- 杉戸トンネル [11](高野IC - 雲南吉田IC） : 506 m
- 吉田トンネル[11](高野IC - 雲南吉田IC） : 1,627 m
- 川尻トンネル[11](雲南吉田IC - 吉田掛合IC） : 425 m
- 高瀬山トンネル（吉田掛合IC - 三刀屋木次IC） : 801 m
- 上熊谷トンネル（吉田掛合IC - 三刀屋木次IC） : 971 m
- 三刀屋トンネル（三刀屋木次IC - 加茂岩倉PA） : 1,359 m
- 加茂トンネル（加茂岩倉PA - 宍道JCT） : 796 m

#### トンネルの数
暫定2車線の対面通行のため、上下線で1本のトンネルとなっている。
| 区間                      | 上り線 | 下り線 |
| ------------------------- | ------ | ------ |
| 三次東JCT/IC - 口和IC     | 2      | 2      |
| 口和IC - 高野IC           | 6      | 6      |
| 高野IC - 雲南吉田IC       | 3      | 3      |
| 雲南吉田IC - 吉田掛合IC   | 1      | 1      |
| 吉田掛合IC - 三刀屋木次IC | 2      | 2      |
| 三刀屋木次IC - 加茂岩倉PA | 1      | 1      |
| 加茂岩倉PA - 宍道JCT      | 1      | 1      |
| 合計                      | 16     | 16     |

### 道路管理者
- 国土交通省中国地方整備局
  - 三次河川国道事務所尾道松江自動車道出張所[注釈 1][31] : 三次東JCT/IC - 三刀屋木次IC[32][33]
  - 但し、島根県内の新直轄区間については松江国道事務所が施工。
- NEXCO西日本 中国支社
  - 松江高速道路事務所 : 三刀屋木次IC - 宍道JCT

### 交通量
24時間交通量（台） 道路交通センサス
| 区間                       | 平成17（2005）年度 | 平成22（2010）年度 | 平成27（2015）年度 | 令和3（2021）年度 |
| -------------------------- | ------------------ | ------------------ | ------------------ | ----------------- |
| 三次東JCT/IC - 口和IC      | 調査当時未開通     | 調査当時未開通     | 7,561              | 7,177             |
| 口和IC - 高野IC            | 調査当時未開通     | 調査当時未開通     | 7,465              | 6,128             |
| 高野IC - 雲南吉田IC        | 調査当時未開通     | 調査当時未開通     | 6,232              | 5,827             |
| 雲南吉田IC - 吉田掛合IC    | 調査当時未開通     | 調査当時未開通     | 6,375              | 5,602             |
| 吉田掛合IC - 三刀屋木次IC  | 調査当時未開通     | 調査当時未開通     | 7,115              | 6,801             |
| 三刀屋木次IC - 雲南加茂SIC | 1,682              | 6,932              | 4,866              | 3,612             |
| 雲南加茂SIC - 宍道JCT      | 1,682              | 6,932              | 4,866              | 3,612             |

（出典：「平成22年度道路交通センサス」・「平成27年度全国道路・街路交通情勢調査」・「令和3年度全国道路・街路交通情勢調査」（国土交通省ホームページ）より一部データを抜粋して作成）
- 平成22年度の調査期間中において有料区間全線では、高速道路無料化社会実験が行われていた。

- 令和2年度に実施予定だった交通量調査は、新型コロナウイルスの影響で延期された[34]。

## 地理

### 通過する自治体
- 広島県
  - 三次市 - 庄原市
- 島根県
  - 雲南市 - 松江市

### 接続する高速道路
- E2A 中国自動車道（三次東JCT/ICで接続）
- E54 尾道自動車道（三次東JCT/ICで接続）
- E9 山陰自動車道（宍道JCTで接続）